# Actinauge verrillii
Actinauge verrillii is een zeeanemonensoort uit de familie van de Hormathiidae. De wetenschappelijke naam van de soort werd in 1893 als nomen novum voor Urticina nodosa Verrill, 1873 gepubliceerd door James Playfair McMurrich. Verrill meende in 1873 van doen te hebben met dezelfde soort als Actinia nodosa Fabricius, 1780 = Hormathia nodosa (Fabricius, 1780) maar McMurrich stelde vast dat dit een misidentificatie betrof.